# 笑福亭晃瓶
笑福亭 晃瓶（しょうふくてい こうへい、1960年〈昭和35年〉3月24日 - ）は、大阪市東住吉区（現：平野区）長吉出身の落語家。松竹芸能所属。
本名は廣田 勝（ひろた まさる）。血液型B型。京都市在住。未婚。

## 人物
笑福亭鶴瓶の二番弟子で、1984年4月21日入門。
蒲生4丁目で生まれ、3か月後に母が家賃780円の市営住宅第一住宅6班木造平屋戸建て（現長吉東部中央公園）の抽選を当て長吉長原に引っ越す。昭和7年生れの父（享年74）は兵庫県揖保郡太子町出身で燃料会社品川燃料で練炭や豆炭を運ぶ会社員、母は桂小文枝の姉と同級生で料理店やブティックを経営。母とは20歳違い。2人兄弟で、4歳下の弟がいる。長吉東小学校に入学、長吉南小学校開校に伴い転校。小学校3年で家族がばらばらになり、寝屋川市萱島8丁目の母方のおば祖母に1人預けられ、寝屋川南小学校に通った。小学校6年から平野に戻り、父と弟と暮らし長吉中学校に通った（2年後輩に3代目林家染二がいる）。
長吉高校（1期生）卒業後、家具やガスの仕事、劇団員を経て、同じ長吉生まれであった鶴瓶が好きで鶴瓶のような漫談がしたくて、人気者になって女性にもてたくて、鶴瓶に弟子入り。スタジオの外で出待ちし「弟子にして下さい」と言ったら、「ほなまたいっぺん手紙書いといで」と言われて、手紙を書いて、それを師匠が読んで、電話がかかってきて、面接が実施され「ほな早いほうがいいわ」とその週に入門した。入門を請うたのは達瓶の方が早かったが、親の説得に時間がかかったため、その間に晃瓶と純瓶が入門。結果、年齢順での入門になる。「達瓶が先に入門していたら、落語家晃瓶はなかったと思う」と語っていた。
通いで西宮市で3年間修行し、修行中は主に料理と車の運転を担当。初舞台は十三の鰻屋の2階。元々漫談志向だったが、師匠・鶴瓶が2002年頃から落語に力を入れ始めたため、晃瓶含め鶴瓶の弟子全員が落語に熱心に取り組む。スパゲッティ屋（イタリアン）に集まって、「これからはやっぱり落語や。俺がお前らを落語で食えようにしたる。俺がやるからお前らもやれ。稽古はお前ら勝手に自分らでやれ、テープで覚えなさい」と命を受ける。
蒲生、長吉、萱島、長吉（噺家になるまで）、門戸（修行中）、高安（踏切近く）、住之江、門真の順に在住し、その後は大阪を離れ、堀川今出川を経て、即決即買し2014年2月から中京区在住。生れて初めてソファーの生活を始める。好きな食べ物はイチゴ。カラスの頭の良さに感心する一方、鳩が苦手で鳩の柄を見るたびに気分が悪くなっている。
現在は『笑福亭晃瓶のほっかほかラジオ』を中村薫と共に担当している。開始当初1年半はKBS京都近くのホテルから通っていた（週末は門真に帰っていた）が、上方落語会での悪い噂が決定打となりホテルを出る。放送のある月曜から金曜は4時に起きる。
自らの落語会「洛楽寄席」を春に、「洛楽笑会」を秋冬に、京都を中心に催す。「晃瓶のわかやぐ会」を3月と9月に帝塚山無学で催す。繁昌亭にも助っ人で年数回は出演する。彦八まつりにも毎年参加する。
生きる原動力は女性。女性がいなければ働かない。女性器を表す関東4文字には興奮しないが、関西3文字には興奮する。住之江に住んでいた頃、土壁に耳を押し当て隣室のカップルの性行為を最後まで聞いていた。KBS第1第2スタジオ間のガラスに尻を押し付け、女性に肛門を見せつけディレクターに怒られる。初めて好きなになった芸能人は岡崎友紀、次が桜田淳子、シェリル・ラッド。好きな歌手は夏川りみ。長年交際している13歳下の女性がいて、森脇健児に言われてKBSの自身の番組では言わなくなったが、OBCや桂米團治の番組では語っていて、名古屋に月2、3回通っている。
2018年10月25日に女性と後述のチョロQでは、恥ずかしいとのことで、温泉と唐揚げを追加するよう自身のラジオ番組でリスナーに呼びかけた。遊ぶ用、ケースで飾っておく用、と同じチョロQを2台買う。KBSの中継車のチョロQも所有している。
趣味はウォーキング、チョロQ収集など。チョロQは300台ほど所有していてケースに入れて大事に保管している。料理好きでパン教室に通ったこともある。高校卒業後は専門学校に通い調理師になるつもりで、入学資金もちゃんと用意していた（中学生の時の夢は吉本新喜劇）。小学4年生の時、学級委員をした。中学では、マジッククラブで、バスケットボールもしていた。バスケットはさぼってばかりいたので全然上達しなかった。中学や高校では「シュークリーム」、「みえこ」などと呼ばれていた。社会人になって一時期、職場で卓球をしていた。反中主義者。宗教お東さん。
175.2cm（2021年12月計測）。83kg（2022年10月時点）。体重は90kg台の時もあったが、2006年秋の「ほっかほか北海道ツアー」の時には、67,8kg位まで痩せた。股下76cm。靴のサイズ27〜27.5cm。足元と股間は特にきれいにしていて、中村薫が臭いだ時も全然くさくなかった。近視、左目だけ乱視。視力右0.4左0.2（2022年11月17日時点）。
2011年5月13日には「ほっかほかラジオ」終了後、1人で新幹線とレンタカーを乗り継ぎ、宮城県石巻市のRQ河北ボランティアセンターまで駆けつけ、落語を2席披露。翌14日にはKBS京都のスタッフと合流し、気仙沼市の小泉中学校、南三陸町の歌津中学校で落語会を開いた。2012年3月には、自ら企画して「東北応援ツアー」を実施した。

## 出演
- 笑福亭晃瓶のほっかほかラジオ（月曜－金曜 6:30 - 10:00、KBS京都ラジオ、1998年4月6日 - ）
- おはよう！輝き世代  (日曜 6:00-6:30、KBS京都テレビ、2017年4月9日- http://kagayakisedai.jp/)
- hanashikaの時間。（2019年4月 - 、ラジオ大阪） - 水曜日パーソナリティ

晃瓶落語会
- 洛楽寄席（5月）
- 都都ん雅どん！→鶴瓶・晃瓶親子京都落語会（6月）
- 晃瓶のわかやぐ会（3月と9月）他の会とのバランスを考えて第14回から9月と3月に変更
- 洛楽笑会（12月）

## 過去の出演番組

### ラジオ
- 缶・かん・ポップス・フリーク（ラジオ関西）[1]メインはヒロ寺平
- つるべがおかず（ABCラジオ）
- ハイヤングKYOTO「京都バリバリ電波局」（KBS京都ラジオ、火曜 1997年9月まで） 笑福亭晃瓶・河上ひろみ・笑福亭瓶生・笑福亭のり瓶
- 晃瓶・真紀のわいわいらんど（KBS京都ラジオ　ナイターオフ番組 金曜 1997年10月〜1998年3月）フリーウェーブ、晃平・真紀のわいわいお正月スペシャル（KBS京都ラジオ  1998年1月）アシスタントは大内真紀。この番組のディレクターに「ほからじ」のメインに抜擢される
- 笑福亭晃瓶の朝いち、よ〜いどん（KBS京都ラジオ、2003年4月〜2004年3月、月曜日〜金曜日　6:30 - 7:30）アシスタントは中村薫。「ほからじ」からのスピンオフ
- 午後は気ままに楽市タウン（KBS滋賀 1995年）曜日ごとのパーソナリティーで週1回、西友長浜楽市店にあったガラス張りの狭いサテライトスタジオで1人でやっていた。ディレクターの中に「ほからじ」のディレクターもいて、発展場になっていた。滝トール主催「KBS滋賀の会」会員
- おはよう川村龍一です（MBSラジオ）[1]
- ごめんやす馬場章夫です（MBSラジオ）
- 麻希と晃瓶ドキドキ土曜日（ラジオ大阪）初の冠番組。共演は松本麻希。13,4年目の頃。あっという間に終わった
- 笑瓶のきいて満腹（ラジオ大阪）[1]
- 売れた山田雅人の後継でレギュラー出演（福井放送）二木あつ子

単発
- かたつむり大作戦
- KBS京都開局記念番組「サンクス」
- 吉佐登・瓶成の"おこしやす!"（KBS京都ラジオ 水曜フリーウェーブ2部） 瓶成の代役
- サテスタ リバイバルウィーク 2011音楽わいど ラジオ・ビュー （2011年11月15日、京都高島屋1階ゆとりうむサテライトスタジオ）共演竹内弘一、中村薫
- 森谷威夫のお世話になります!!新春ご縁まちマルシェ フィナーレスペシャル（2012年1月9日）
- とことん全力投球!!妹尾和夫です「今週のどやっ!」（2013年5月28日）安井牧子晃瓶に大笑い
- 大爆笑！ラジ関寄席（2013年8月4日 16:00 - 17:00、8月11日 16:00 - 16:30「宿替え」、2015年2月22日 16:00 - 16:30「天狗裁き」）小川恵理子
- 代走みつくにのなんのこっちゃねミュージック！（2014年2月5日 20:00 - 20:30 ラジオ大阪）OBCぬかるみの世界終了後に弟子入り志願し手紙を書きABC（ポップ対歌謡曲収録時）で弟子入りを許されたこと、「笑福亭晃瓶の京都ほのぼの暮らし」（1刷3000部 2刷1000部　印税8%）の告知など。
- 森脇健児の遊・わ〜く・ウィークリー（2014年2月14日）森脇健児
- 茶屋町MBS劇場（2014年2月22日 19:30 - 21:00）【茶屋町柏木亭】笑福亭晃瓶
- こんちわコンちゃんお昼ですょ! -鶴瓶との落語会の告知（但しチケットは完売）
- 日曜落語 〜なみはや亭〜（2015年5月31日 9:00 - 9:30）長者センチメンタル・ボーイの「昭和歌謡メモリーズ」町長寿亭の告知
- センチメンタル・ボーイの「昭和歌謡メモリーズ」（エフエム・ギグ 2015年7月21日 20:30 - 21:00, 再7月26日 20:00 - 20:30）中島みゆき「わかれうた」をリクエスト

など

### テレビ
- 新春吉例扇町寄席すぺしゃるぅ!（2012年1月4日 9:55 - 11:20、関西テレビ）桂ざこば一門、桂三枝（現・六代目桂文枝）一門、笑福亭鶴瓶一門（各若手噺家5人）対抗の落語クイズバトルに出演（2011年12月27日収録）
- ぽじポジたまご（KBS京都テレビ、2009年1月5日 10:30 - 11:25）ぽじたま大喜利!「魚鳥木」の司会、ほか中村薫と4000回記念で2回、笑福亭学光と長者町長寿亭の告知で出演
- 新春寿寄席（KBS京都テレビ、2008年1月2日 10:30 - 11:55 KBSホール）司会の森脇と親しくなる
- ちちんぷいぷい -本の告知
- アクセスKBS（KBS京都テレビ&ラジオ）広報番組
- PG（KBS京都テレビ）番宣番組
- カモン!KBS（KBS京都テレビ）3分間の番宣番組
- 鶴瓶と花の女子大生（関西テレビ）
  - ジョーカー（ババ）としてトランプの双子のコーナーでデビューした。1時間半の番組で一瞬の出番だったが、メークして黒いタイツはいて、パネルの後ろから会心の笑顔で出てきた。山田雅人がその姿に感動して2人は仲良くなった
- びわ湖大花火大会（びわ湖放送）
- 上方演芸ホール（NHK大阪放送局、2009年10月11日 24:05 - 24:50）「上燗屋」
- スペンサーの喫茶店（東海テレビ）
- そこまで見るか?
- 誠・みっちょん見聞録（朝日放送）
- ざこば・鶴瓶らくごのご（朝日放送）
- ザ・言うたもんマッチ（関西テレビ）司会北野誠
- 若いから！決めかね組！（テレビ大阪）

他に、関西テレビ☆京都チャンネルで落語が放送された

## 著書
- 笑福亭晃瓶の京都ほのぼの暮らし（2013年12月17日 西日本出版社）初版3000冊 2刷1000冊　ISBN 4901908855 ISBN 978-4901908856

## 出演イベント
- 市町文化交流フォーラム　第1部記念講演「ラジオパーソナリティーから見た滋賀の文化」2010年3月17日（水）滋賀県立文化産業交流会館  小劇場
- OP10
  - 日本の「木」と「笑」の文化　-木のある暮らし①　（落語＆トーク）2010年10月23日(土)10:00-12:00　名古屋学院大学 名古屋キャンパス白鳥学舎 体育館   主催：三重県木材協同組合連合会
- FPフェア2011「上手な暮らしとおかね展」
  - テーマ：　晃瓶さんのお金にまつわる楽しいトーク！ 2011年9月17日（土）13：00〜14：00 京都市勧業館（みやこめっせ）第3展示場1　主催：NPO法人 日本FP協会 中村薫も登場
- 第26回国民文化祭（京・六大学落語選手権決勝の審査員＆落語） 2011年11月6日（日）14:00〜18:00  京都府庁旧本館2階
- みずCほ寄席   みずほ文化センター　
  - vol.1「新春 上方落語会」 2012年1月22日（日） 伯枝、風喬、飛梅　
  - vol.2「枝鶴×晃瓶の会」 2013年1月20日（日） ボルトボルズ、呂好
- 2012糖尿病シンポジウムin福井  2012年10月14日（日）  福井県民ホール  健康落語（糖尿病患者として招かれる）
- 三国落語漫遊記〜尾張、京、大和　落語の旅〜  笑福亭晃瓶の巻　2012年9月23日（日）アバンティ響都ホール　べ瓶「いらちの愛宕詣り」、恭瓶「稽古屋」、笑瓶「ある日の六代目」、晃瓶「へっつい盗人」、鶴瓶「錦木検校」